# Almira
Almira, reina de Castilla (título completo en alemán: Der in Krohnen erlangte Glücks-Wechsel, oder: Almira, Königin von Castilien, HWV 1) es una ópera con música de Georg Friedrich Händel y libreto en alemán de Friedrich Christian Feustking. Se estrenó el 8 de enero de 1705 en el Theater am Gänsemarkt de Hamburgo. Se trata de la primera ópera compuesta por Händel.

## Historia
Händel llegó a la ciudad Hamburgo en el verano de 1703 y tocó el violín en el teatro del Gänsemarkt, el mercado local, para más adelante tocar también el clave en la orquesta. Su primera ópera (anunciada como un Singspiel aunque no tiene diálogo hablado)  fue estrenada el 8 de enero de 1705 bajo la dirección de Reinhard Keiser, por lo que se supone que fue compuesta durante los últimos meses de 1704.
El libreto original en italiano fue escrito por Giulio Pancieri en Venecia en 1691. Giuseppe Boninventi lo usó en su ópera en aquella época. La traducción usada por Händel fue realizada por Christian Feustking y mientras la mayoría de las partes recitadas y de las arias son cantadas en alemán, algunas se mantuvieron sin traducir.
Almira fue un éxito rotundo. La ópera fue representada un total de veinte veces hasta que fue sustituida por la siguiente ópera de Händel, Nero, cuya música no ha llegado a nuestros días. 
La primera representación moderna de Almira tuvo 
lugar el 23 de febrero de 1985, en Leipzig, Städtische Oper. También se representó durante el "Halleschen Händelfestpiele" (un festival dedicado a Handel) el 4 de junio de 1994 en Bad Lauchstädt, una población alemana. Esta ópera rara vez se representa en la actualidad; en las estadísticas de Operabase no aparece entre las óperas representadas . 

## Personajes
| Personaje                    | Tesitura | Reparto del estreno, 8 de enero de 1705 (Director: - ) |
| ---------------------------- | -------- | ------------------------------------------------------ |
| Almira, reina de Castilla    | soprano  | Conradin                                               |
| Edilia, princesa             | soprano  | Barbara Keiser                                         |
| Consalvo, guardián de Almira | bajo     | Gottfried Grünewald                                    |
| Osman, hijo de Consalvo      | tenor    | Johann Konrad Dreyer                                   |
| Fernando, un huérfano        | tenor    | Johann Mattheson                                       |
| Raymondo, rey de Mauritania  | bajo     | Gottfried Grünewald                                    |
| Bellante, princesa de Aranda | soprano  | Rischmüller                                            |
| Tabarco                      | tenor    | Christoph Rauch                                        |

Almira es una excepción entre las óperas de Handel, pues destaca que todos los personajes masculinos sean interpretados por hombres y no haya ningún personaje travestido.

## Arreglos
En 1732 la pieza se interpretó una vez más en una versión editada por Georg Philipp Telemann.
En 1879 Franz Liszt compuso una transcripción de la zarabanda y chacona del acto inicial de esta ópera para su estudiante de piano inglés Walter Bache. Señalada por los críticos como una de las más sorprendentes de las paráfrasis tardías de Liszt así como su única adaptación de una pieza barroca de su período tardío, esta obra se dice que anticipa las versiones tardo-románticas de Bach realizadas por Ferruccio Busoni. El estudioso australiano de Liszt y pianista Leslie Howard ha grabado esta obra como parte de la serie completa de las obras de Liszt para Hyperion Records.

## Grabaciones
- 1994: Andrew Lawrence-King (director); Fiori musicali; Ann Monoyios (Almira), Kinda Gerrard (Bellante), David Thomas (Consalvo), Patricia Rosario (Edilia), James MacDougall (Fernando), Douglas Nasrawi (Osman), Olaf Haye (Raymondo), Christian Elsner (Tabarco). Grabación de estudio con recitativos en alemán y arias en italiano (CPO 999275)